# IR-Klasse YL
Bei der Baureihe YL der Indian Railways (IR) handelt es sich um Schlepptenderlokomotiven mit der Achsfolge 1'C1' (Prärie) für die Meterspur. Sie gehört zu den von IR entwickelten Standardbaureihen, eine Weiterentwicklung der Lokomotiven nach dem Indian Railway Standard (IRS).

## Geschichte

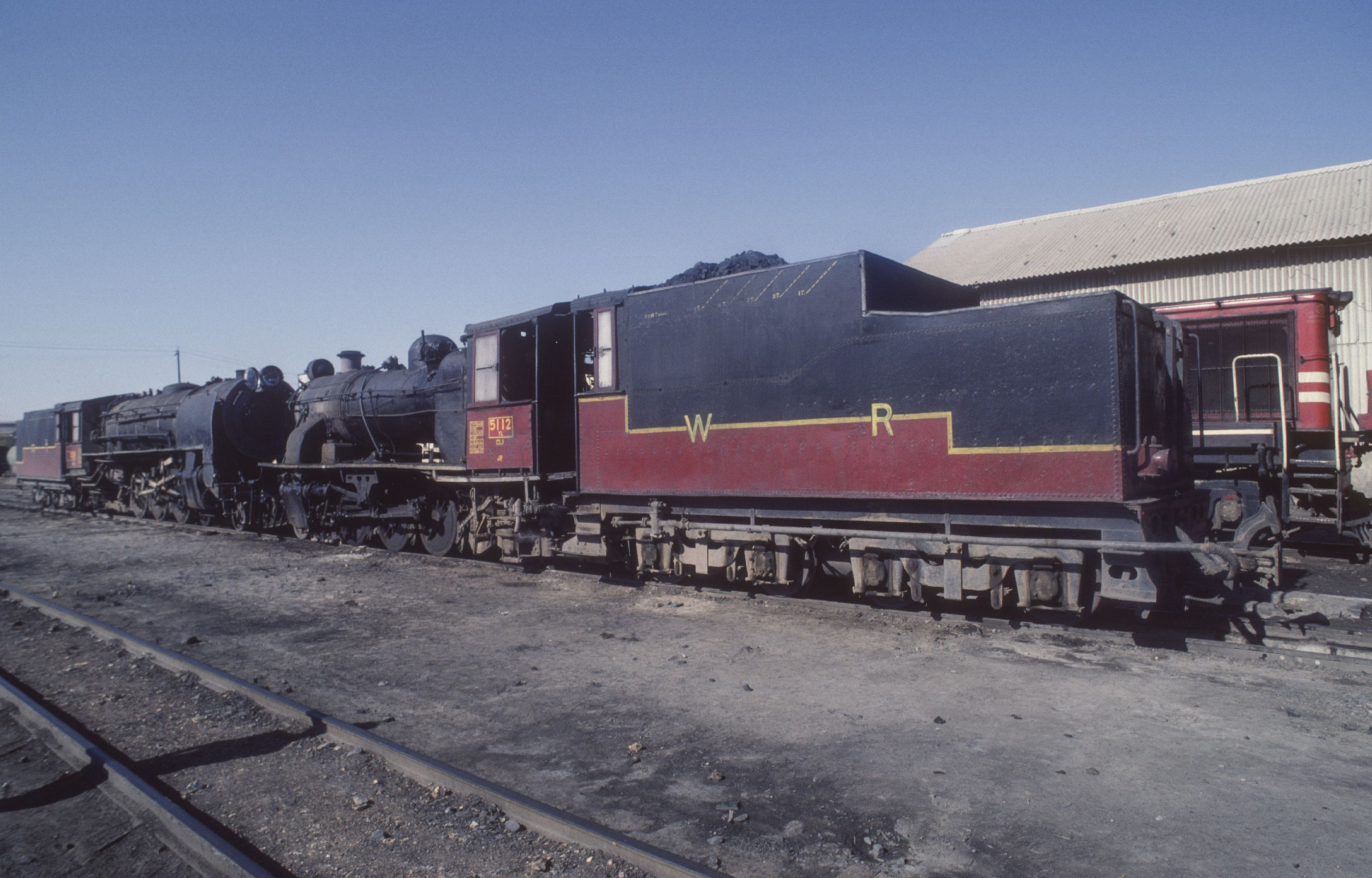
YL 5112 in Mhow 1992

Die Lokomotiven der Baureihe YL war mit 38 t Dienstmasse verhältnismäßig leicht und hatten nur acht Tonnen Achslast. Sie waren für den gemischten Dienst auf Nebenstrecken konzipiert und ersetzten die von 1929 bis 1938 in Dienst gestellten Maschinen der Baureihe YF. Insgesamt wurden 264 Exemplare bei Lokomotivfabriken in Deutschland, Japan, Ungarn und dem Vereinigten Königreich gebaut.
Viele waren bis zum Ende der Dampftraktion in den 1990ern im Einsatz. Nur drei Exemplare sind erhalten geblieben. Nummer 5001 steht als Denkmal am Bahnhof in Gorakhpur. Die Nummern 5000 und 5010 befinden sich in sehr schlechtem Zustand und sind in den bahneigenen Werkstätten der Indian Railways in Izzatnagar in der Nähe von Bareilly eingelagert.

## Liste
| Hersteller                      | Baujahr | Anzahl | Werksnummern | IR-Nummern | IR-Nummern ab 1957 |
| ------------------------------- | ------- | ------ | ------------ | ---------- | ------------------ |
| Robert Stephenson and Hawthorns | 1952    | 10     | 7434–7443    | 2801–2810  | 5000–5009          |
| Hitachi                         | 1956    | 63     | 12291–12353  | 2811–2873  | 5010–5072          |
| MÁVAG                           | 1957    | 40     | 7472–7511    | 2874–2913  | 5073–5112          |
| Henschel & Sohn                 | 1956    | 151    | 29381–29531  | 7000–7150  | 5113–5263          |
| Quelle:                         |         |        |              |            |                    |

## Einsatzgebiete
Die Lokomotiven dieser Baureihe waren überwiegend im Nordosten und Westen Indiens im Einsatz. Ende 1976 waren alle gebauten Lokomotiven vorhanden und wie folgt auf die IR-Regionalgesellschaften verteilt:
| Regionalgesellschaft  | Anzahl |
| --------------------- | ------ |
| Central Railway       | 6      |
| Northern Railway      | 10     |
| North Eastern Railway | 130    |
| Southern Railway      | 44     |
| Western Railway       | 74     |